# Símbolos de Millonarios Fútbol Club

## Símbolos del club

### Escudo
El escudo de Millonarios es el emblema oficial del club, el cual se emplea para identificar al club 'embajador'. En sus inicios, cuando el equipo se llamaba Club Municipal de deportes, se adoptó como escudo aquel que pertenecía a la municipalidad, además de emplear los colores oficiales, blanco y negro. Desde su fundación como Club Deportivo Los Millonarios el escudo ha mantenido los siguientes elementos: silueta de piel de toro o casulla, la cual se mantiene hasta la actualidad; una partición de tajado, mostrando en la parte superior el color azul y en la inferior el color blanco; en la parte superior posan dos aros blancos entrelazados, y en la parte inferior posa la letra 'M', de Millonarios. Anteriormente estaban las siglas 'CM', haciendo referencia a su antiguo nombre, Club Municipal.  Existen 4 teorías respecto al significado de los aros del escudo. La primera que los aros fueron el resultado de la edición por parte de un diseñador de las letras CD (Club Deportivo), teoría sin fundamento ya que el escudo tenía en la parte inferior el CM (Club Municipal). La segunda teoría habla de que los aros representan la unificación de los clubes Unión Juventud y Juventud Bogotana que conformaron al Club Deportivo Municipal. La tercera teoría habla de que los aros hacen referencia a los aros olímpicos, específicamente a los de los Juegos Centroamericanos y del Caribe, en los cuales el Club Deportivo Municipal representó a Colombia, justo en la época en que se realizó el cambio en los colores y escudo del equipo, además de la inauguración de Nemesio Camacho El Campín. Por último, la cuarta teoría explica que los dos aros entrelazados del escudo son la unión de los colegios San Bartolomé de la Merced y la Universidad de La Salle.

#### Evolución

##### 1932-1939 Club Deportivo Municipal
| Nombre    | Club Deportivo Municipal     | Club Deportivo Municipal     |
| Apodo(s)  | Los Millonarios El Argentino | Los Millonarios El Argentino |
| Fundación | 17 de marzo de 1932          | 17 de marzo de 1932          |

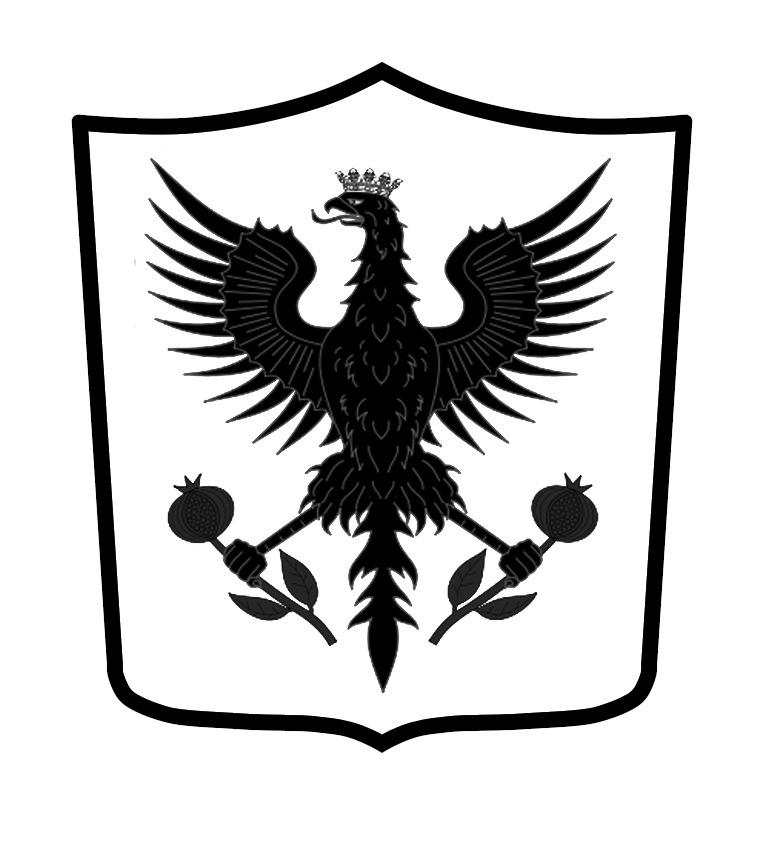
Primer Escudo del Club Deportivo Municipal

El primer escudo del club aparece en 1938, cuando el equipo pertenecía a la municipalidad de Bogotá. El escudo tomaba la forma y colores oficiales de la ciudad en ese entonces (blanco y negro), así como el emblema oficial, el águila rampante. Dicho escudo permneció vigente hasta 1940, cuando el equipo se desliga de la municipalidad, llamado entonces Municipal Deportivo Independiente.

##### 1939-1946 Municipal Deportivo Independiente

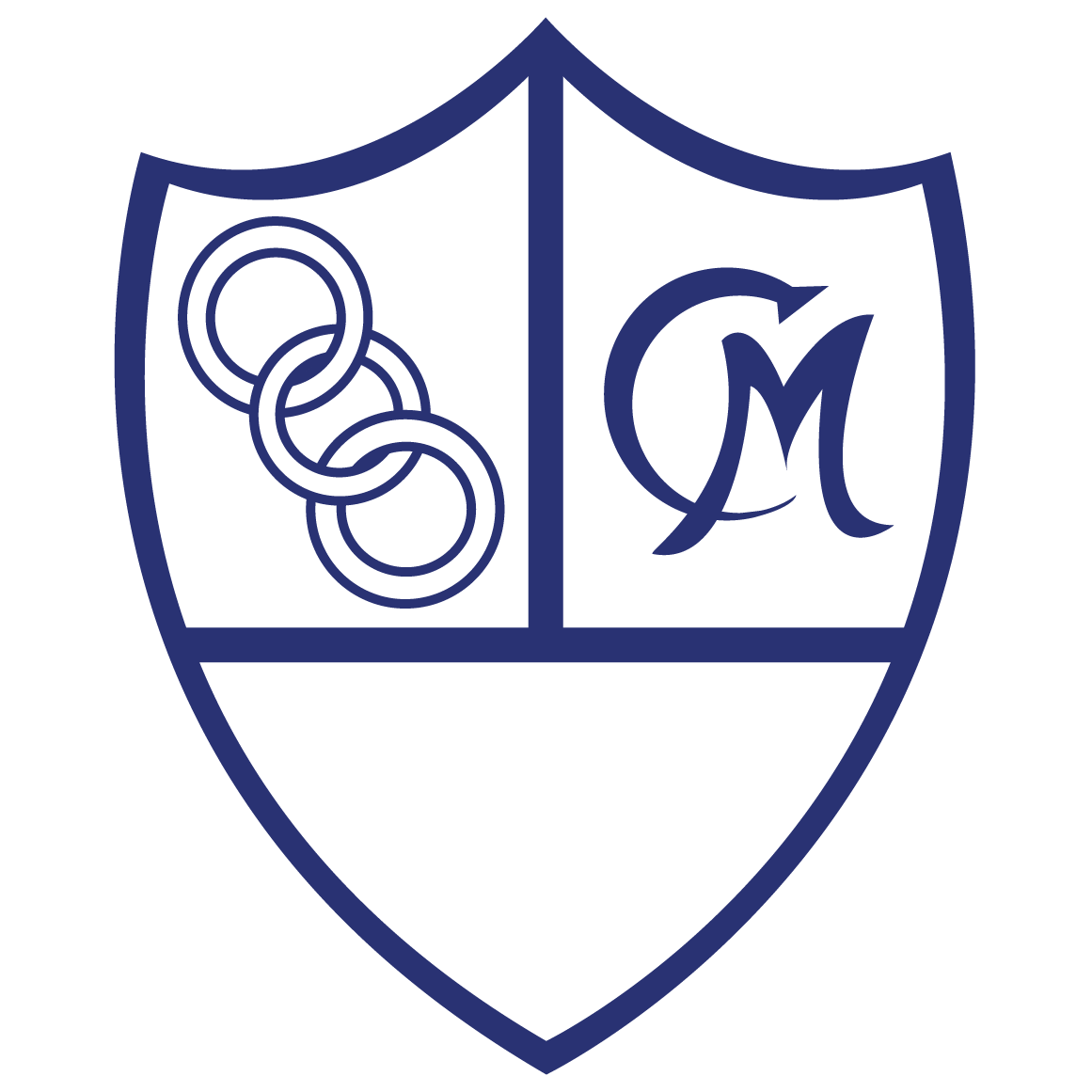
Segundo Escudo del Club Deportivo Municipal

Luego de desafiliarse de la municipalidad, el club adopta su propio escudo, el cual mantiene similitud al actual. Se opta por la forma de piel de toro, con una división diagonal. En la parte superior dos aros blancos entrelazados y abajo las siglas 'CM', en referencia del nombre Club Municipal.

##### 1946-1999 Club Deportivo Los Millonarios

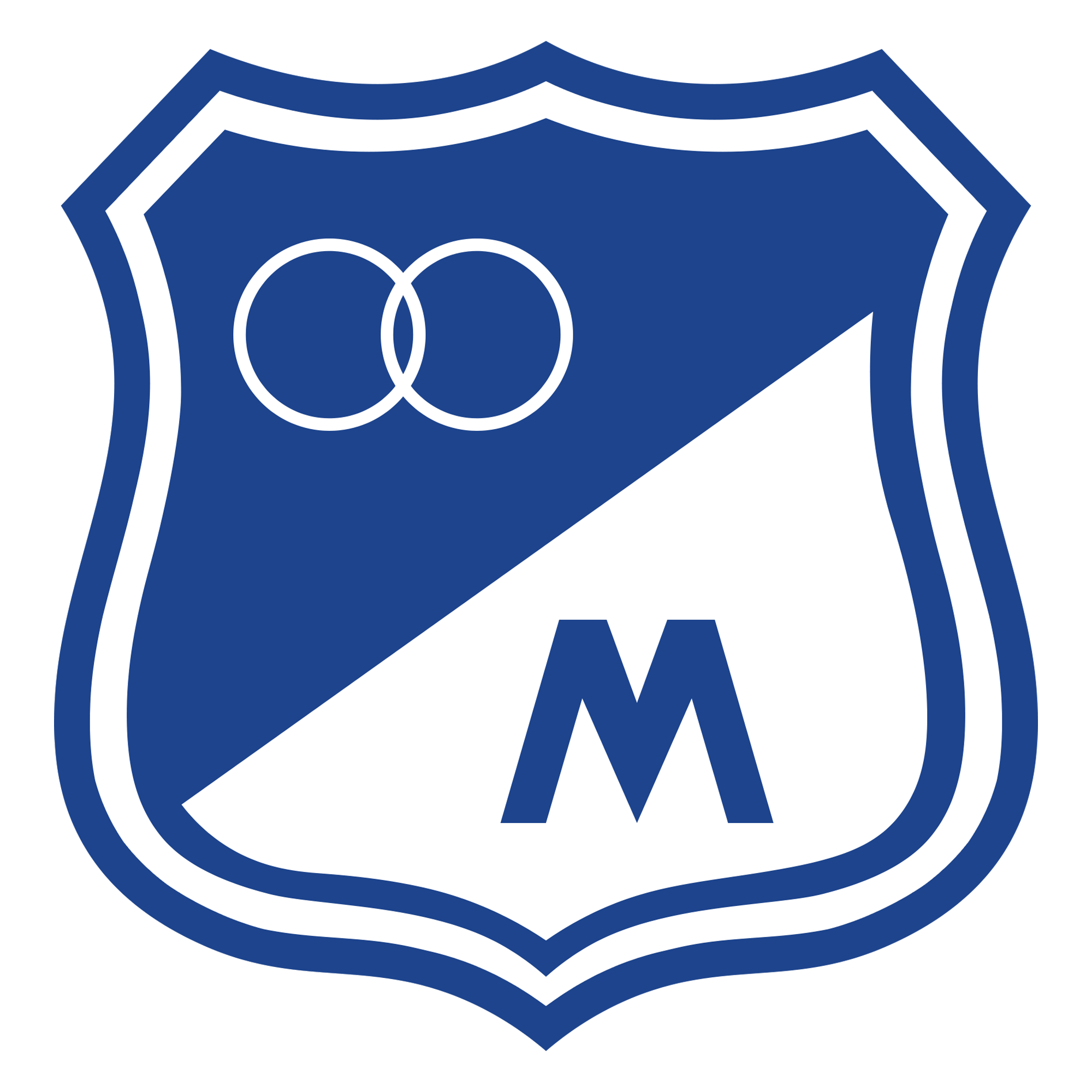
Primer escudo fundacional del Club Deportivo Los Millonarios

El 18 de junio de 1946, el dirigente colombiano Alfonso Senior Quevedo junto a los demás directivos del equipo, deciden organizar al club en torno a una nueva figura. Nace el Club Deportivo Los Millonarios, gracias a uno de los apodos que ostentaba el club en el pasado. Se adopta como oficial el color azul, posteriormente se adoptaría también el color blanco. El primer escudo del club se mantendría idéntico al último del Municipal deportivo, con la diferencia que las siglas inferiores 'CM', se limitarian a la 'M', de Millonarios.
Desde ese momento, hasta el año 1999 el escudo presenta pequeñas variantes insignificantes con el paso de los años, manteniendo el mismo esquema presentado desde 1946, con el agregado, en ocasiones, de las estrellas obtenidas a lo largo de la historia del equipo embajador.

##### 2000-2011: Un nuevo milenio
Para el año 2000 el escudo presenta una pequeña variante significativa. La forma se ve levemente alterada, se incremente el tamaño de los aros y la 'M', y se añade un borde dorado alrededor del escudo. Dicha modificación duraría tan solo 2 años, pues para el 2003 el escudo vuelve a cambiar. Se adopta una forma con curvas menos agresivas, los símbolos de menor tamaño, y solo con la implementación de los colores oficiales. Para 2007 el escudo presenta una nueva modificación, los bordes se acentúan, se agrega un contenedor blanco para el escudo, y se usa un borde blanco en la ropa de competencia de la temporada.
En 2009, con la llegada de la marca alemana Adidas al equipo, el equipo vuelve a renovar su escudo. Se cambia la forma nuevamente, se reemplaza el borde blanco usado anteriormente por uno de color azul. este sería el último escudo utilizado por el Club Deportivo Los Millonarios.

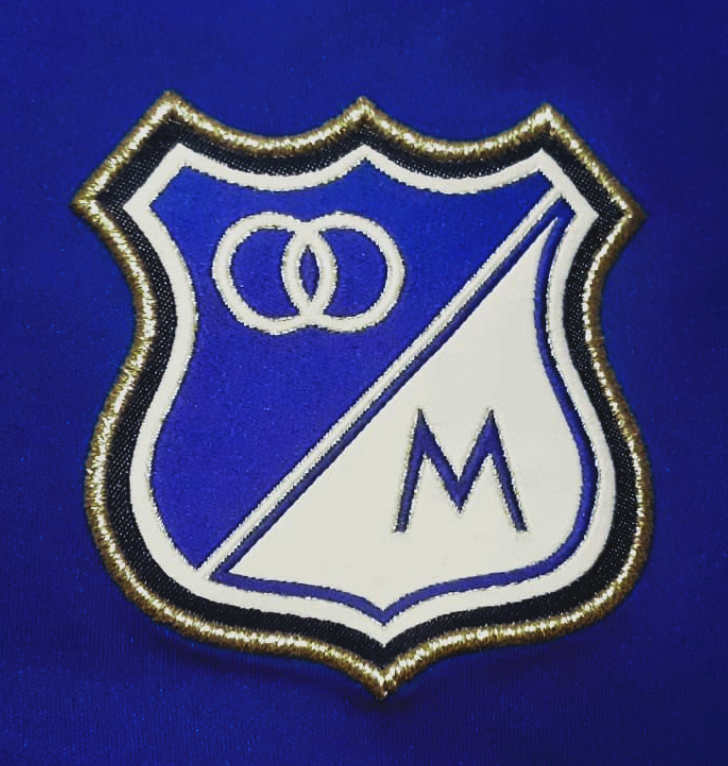
Escudo de Millonarios Fútbol Club

##### 2011-Actualidad: Millonarios Fútbol Club
El 20 de abril de 2011 el club renace como Millonarios Fútbol Club. Esta re-constitución trae consigo un nuevo cambio con respecto al escudo oficial. El nuevo escudo presenta 4 colores: azul, blanco, dorado y negro. Se mantiene el esquema histórico de forma, símbolos y distribución de colores, pero se agregan dos bordes al escudo, uno negro y uno dorado. Aunque se presenta un nuevo escudo, desde la fecha hasta 2012 se emplea una variante del escudo utilizado desde 2019, al cual se le añaden los detalles en negro y dorado. Con la camiseta oficial de 2012-II se utiliza por primera vez el escudo presentado en 2011, dicho escudo perdura hasta el año 2014. 

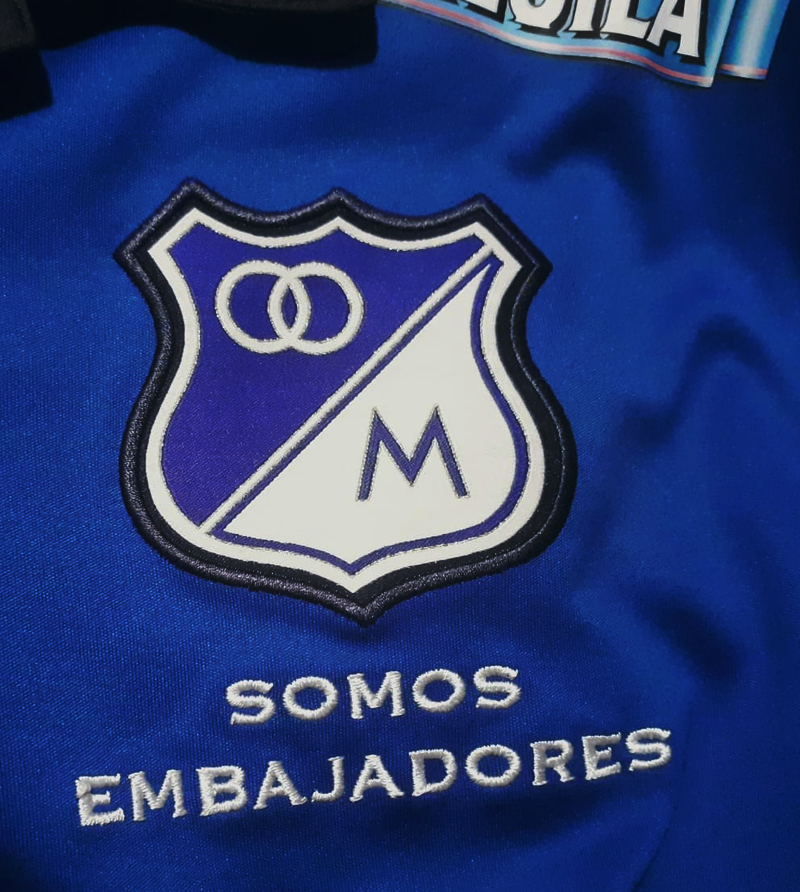
Escudo modificado en 2015 con el lema 'Somos embajadores'.

En 2015 se modifica nuevamente el escudo. Se mantiene la forma y distribución, pero se reemplaza el borde dorado del mismo por uno de color oscuro. En la temporada 2017 se suprime el borde negro, limitandose así solo al borde azul oscuro empleado en 2015.

### Evolución
| Evolución del escudo | Evolución del escudo | Evolución del escudo | Evolución del escudo | Evolución del escudo |
| -------------------- | -------------------- | -------------------- | -------------------- | -------------------- |
| 1932 - 1939          | 1940 - 1946          | 1946                 | 1946 - 1955          | 1956 - 1974          |
|                      |                      |                      |                      |                      |
| 1975                 | 1976                 | 1977 - 1985          | 1986-1990            | 1991-1993            |
|                      |                      |                      |                      |                      |
| 1994-1996            | 1996[1]              | 1997-1999            | 2000-2002            | 2003-2006            |
|                      |                      |                      |                      |                      |
| 2006[2]              | 2007-2008            | 2009-2011            | 2011[3]              | 2011-2012[4]         |
|                      |                      |                      |                      |                      |
| 2012-2014            | 2015                 | 2016[5]              | 2017-2021            | 2017-2018[6]         |
|                      |                      |                      |                      |                      |
| 2021 - 2022          | 2022                 | 2023-presente        |                      |                      |
|                      |                      |                      |                      |                      |

Nota1: Escudo especial para el 50 aniversario del club.
Nota2: Escudo especial para el 60 aniversario del club.
Nota3: Escudo edición especial en conmemoración a la época de El Dorado.
Nota4: Escudo de transición utilizado entre 2011 y 2012 con motivo del paso de Club Deportivo Los Millonarios a Millonarios Fútbol Club.
Nota5: Escudo especial para el 70 aniversario del club.
Nota6: Escudo utilizado en algunas prendas de competencia entre 2017 y 2018.

#### Variantes
El escudo de Millonarios ha presentado algunas variantes de único uso por año. La mayoría de estas variantes tuvieron lugar a modo de conmemoración de fechas importantes para el club.
En 1975 se aprecia en un comunicado oficial de la Dimayor, con motivo de felicitación a la Selección Colombia por su participación en la Copa América de 1975, un escudo encerrado en un círculo con las 10 estrellas ganadas hasta el momento, resaltando en la parte superior la última estrella ganada en 1972 con un '72' sobre ella. La segunda vez que el club dio paso a un cambio en su escudo a razón de celebración ocurrió en el año 1996, a razón de los 50 años del club en el profesionalismo. El diseño en si presentó una inversión entre los colores de las mitades azul y blanco, el reemplazo de los aros en la parte superior por un '50' en color dorado y sobre este las 13 estrellas que entonces ostentaba el club, haciendo alusión a los trece torneos que había ganado el conjunto en la época. En 2006 se presentó nuevamente una variante con motivo de celebración de los sesenta años del club. El diseño del escudo es totalmente nuevo con respecto al que se venía utilizando, contempla el cambio de la silueta de este, el reemplazo de los aros por un '60', y la presencia de las 13 estrellas. Adicionalmente se agregan hojas de laurel a cada lado del escudo.

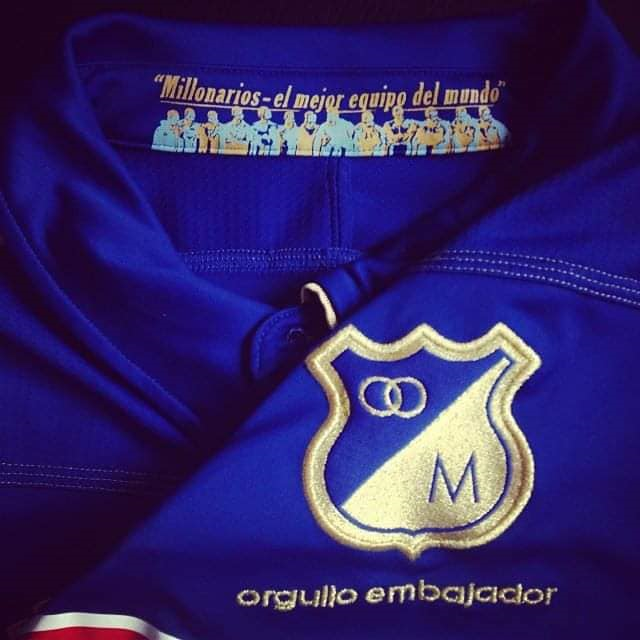
Escudo de Millonarios en conmemoración a la epoca de 'El Dorado'.

Posteriormente, el año 2011, con razón de conmemoración a la época de El Dorado del fútbol colombiano, el escudo presentaría una pequeña variación. Se utilizaría el mismo diseño del que se estaba utilizando en el momento, solamente reemplazando el color blanco por el color dorado. En una edición especial del uniforme, utilizado para el Trofeo Santiago Bernabéu 2012 se agrega la frase 'Orgullo Embajador'. Este sería el último escudo del Club Deportivo Los Millonarios, pues a partir del año 2012, el club se renovaría, pasando a ser Azul y Blanco Millonarios Fútbol Club. Debido a esta renovación, los escudos de competición también presentan variantes, sin embargo, debido a falta de tiempo, se utiliza el escudo de Club Deportivo Los Millonarios, añadiendo un reborde negro y uno dorado, además de unas pequeñas modificaciones. Esto da lugar a un escudo de transición, utilizado en prendas de la temporada 2012 tales como camisetas y chaquetas de presentación, e inclusive ropa de competencia, como por ejemplo el uniforme utilizado por Luis Delgado en el Torneo Finalización 2012.
La última modificación presentada hasta la fecha tuvo lugar en el año 2016, con motivo de celebración de los 70 años del club. Millonarios renovó su imagen de forma oficial, eliminando el borde dorado del escudo, siendo reemplazado por un color azul oscuro, además agregó a las camisetas de competición y a las imágenes oficiales en redes sociales y medios el lema '70 años'.
| Ediciones especiales | Ediciones especiales | Ediciones especiales | Ediciones especiales | Ediciones especiales | Ediciones especiales |
| -------------------- | -------------------- | -------------------- | -------------------- | -------------------- | -------------------- |
| 1975                 | 1996 (50 años)       | 2006 (60 años)       | 2011 (El Dorado)     | 2012 (Transición)    | 2016 (70 años)       |
|                      |                      |                      |                      |                      |                      |

## Bandera

Bandera oficial de Millonarios

La bandera oficial reúne los dos colores tradicionales de Millonarios, el Azul y el Blanco; están distribuidos horizontalmente en dos franjas de igual tamaño, el azul en la parte superior y el blanco en la inferior. El azul representa el cielo y el mar, lo cual simboliza la grandeza de la historia del club y la gran cantidad de hinchas que tiene el equipo por todo el mundo, así como su fidelidad y el amor que ellos tienen hacia el equipo. El blanco representa la paz, el optimismo, la frialdad, la serenidad y el juego limpio que tiene que haber en cada partido que juegue Millonarios.

## Himno
El himno oficial del club fue escrito por Manuel Briceño Pardo y compuesto por Óscar Sache. El 11 de julio de 2016, en conmemoración de los 70 años del club, se presentó la "Canción oficial" del club, la cual se emplea antes de los partidos en el estadio y en medios oficiales.
| (Coro) Millonarios, cumplamos la cita; que es la nuestra una cita de honor: Millonarios, el tiempo corona solo aquel que en la cancha es mejor. I A vencer, Millonarios marchemos, nuestra hinchada ya colma el Campín y la azul camiseta de gloria la lucha sabremos cubrir. II Tras la partida si fue adverso el marcador y te afliges compañero por haber fallado el gol; nada te importe esa mala suerte de hoy; mira que hay desquite y eres maestro del fútbol. (Coro...) Millonarios, cumplamos la cita que es la nuestra una cita de honor, Millonarios, el tiempo corona solo aquel que en la cancha es mejor. IV Millonarios, la envidia nos hiere; nos acecha cobarde el rencor Millonarios, recuerdes que somos once amigos, solo un corazón. |

## Mascota
Aunque Millonarios no posee actualmente mascota oficial en el pasado ha adoptado algunas ideas. La primera nace en el año 1984 de mano del presidente del club de ese entonces, Edmer Tamayo. Se presenta un oso polar blanco de hocico azul junto a las porristas el 13 de junio de 1984. La mascota sería posteriormente descartada, debido a su impopularidad. En el año 2000, gracias al programa de Citytv, 'Sin amarillo, azul y rojo' se elige a la nueva mascota ganadora de un concurso entre cerca de 300 personas. La mascota es bautizada 'Millo'. Millo tiene su primera aparición el 20 de agosto del 2000. Sin embargo, tampoco sería bien acogido, por lo que con el paso del tiempo terminaría desapareciendo.
Para el año 2016 se retoma la idea de implementar una mascota al equipo, por lo que se lanza un concurso dirigido a la hinchada en busca de propuestas. Se eligen 4 finalistas entre los ponentes del concurso y se dejan a votación del hincha para elegir la propuesta ganadora, pero debido al descontento de los seguidores, e incumplimiento de términos y condiciones, se da por cancelado el concurso. Nuevamente, el 19 de marzo de 2019 se hace un concurso abierto a la hinchada para elegir la mascota del equipo pero, al igual que antes, dicho concurso se da por finalizado sin escoger ninguna propuesta.